# Plaques commémoratives de Tchorek (Varsovie)
Le plaques commémoratives de Tchorek est une série de plaques commémoratives avec un motif commun, créé à partir d’un dessin de Karol Tchorek (pl) datant de 1949, rappelant les lieux de combat à Varsovie pendant la seconde Guerre mondiale.

## Sources
- (pl) Cet article est partiellement ou en totalité issu de l’article de Wikipédia en polonais intitulé « Tablice pamiątkowe Tchorka w Warszawie » (voir la liste des auteurs).

- (en) Cet article est partiellement ou en totalité issu de l’article de Wikipédia en anglais intitulé « Tchorek plaques » (voir la liste des auteurs).